# Louis François de Bourbon, prins de Conti
Louis François de Bourbon, prins av Conti, född 13 augusti 1717, död 2 augusti 1776, var en fransk prins och militär. Han var gift med Louise Diane av Orléans och far till Louis François Joseph de Bourbon.

## Biografi
Prinsen av Conti föddes i Paris. I sin ungdom råkade han 1730 avlossa ett vådaskott som dödade hans privatlärare Jean-Antoine du Cerceau. Han blev generallöjtnant redan 1741, och ledde som överbefälhavare med framgång fälttågen i Italien 1744 och Tyskland 1745 mot de kejserliga. 1746 kallades han till krigsskådeplatsen i Flandern, där han dock vägrade ställa sig under Moritz av Sachsens befäl, och 1747 lämnade armén. Omedelbart efter freden 1748 blev han av en delegation av polska adelsmän erbjuden Polens krona vid August III:s förväntade bortgång. 
Frankrikes officiella politik innebar stöd åt den sachsiske tronpretendenten, men Ludvig XV uppmuntrade prinsen av Conti, och gjorde till ett av huvudmålen för sin bakom utrikesministerns rygg förda hemliga diplomati att förskaffa Conti kronan. I denna le secret du roi invigdes även Sveriges sändebud i Paris, Carl Fredrik Scheffer, som var en av plansens ivrigaste befordrare. Redan långt innan den polska tronen blev ledig genom Augusts död 1763, hade Contis kandidatur förfallit. 
Conti ägde litterära intressen, och i hans residens i Paris, le Temple, höll hans mätress, Marie Charlotte Hippolyte de Boufflers en mycket besökt salong, bland annat medelpunkt för oppositionen mot Turgot.